# Condeixa-a-Velha
Pour les articles homonymes, voir Condeixa.
Condeixa-a-Velha est une ancienne paroisse civile portugaise (en portugais : freguesia) de la municipalité de Condeixa-a-Nova dans le district de Coimbra.
La loi no 11-A/2013 du 28 janvier 2013, portant réorganisation administrative du territoire des freguesias, fusionne Condeixa-a-Velha avec la paroisse voisine de Condeixa-a-Nova pour former l’União das freguesias de Condeixa-a-Velha e Condeixa-a-Nova (dont le siège est à Condeixa-a-Nova).
Condeixa-a-Velha accueille la cité antique de Conimbriga.